# Joachim Michas
Joachim Michas (* 6. Dezember 1930 in Marienburg; † 9. November 2012 in Berlin) war ein deutscher Jurist und Hochschullehrer.
Joachim Michas wurde 1960 an der Humboldt-Universität zu Berlin zum Dr. jur. promoviert und im Folgejahr als Dozent übernommen. Nach der Habilitation blieb Michas als Professor an der Humboldt-Universität am Institut für Arbeitsrecht. Er war Konsultativrat am Obersten Gericht der DDR und gehörte der Rechtskommission des FDGB an.
Auch nach der Deutschen Wiedervereinigung blieb Michas gefragter Arbeitsrechtsexperte.

## Schriften (Auswahl)
- Die Rolle der disziplinarischen Verantwortlichkeit für die Entwicklung der sozialistischen Einstellung zur Arbeit beim Kampf um den vollen Sieg des Sozialismus in der Deutschen Demokratischen Republik. Berlin 1960 (Dissertation, HU Berlin, 1960).
- Arbeitsrecht der DDR: Eine Wegleitung zum Studium. Humboldt-Universität/Juristische Fakultät, Berlin 1968.
- Als Leiter eines Autorenkollektivs: Arbeitsrecht der DDR: Eine systematische Darstellung und Erläuterung des Gesetzbuches der Arbeit der Deutschen Demokratischen Republik in der Neufassung vom 23. November 1966 und weiterer wichtiger arbeitsrechtlicher Bestimmungen. Staatsverlag der Deutschen Demokratischen Republik, Berlin 1968.
- Arbeitszeit und Erholungsurlaub. Staatsverlag der Deutschen Demokratischen Republik, Berlin 1974.
- Ausgestaltung des Arbeitsrechtsverhältnisses, Arbeitsvertrag, Änderungsvertrag, Beendigung. Staatsverlag der Deutschen Demokratischen Republik, Berlin 1974.
- Mit Frithjof Kunz: Sozialistische Arbeitsdisziplin. Staatsverlag der Deutschen Demokratischen Republik, Berlin 1975.
- Mit Wera Thiel: Recht auf Arbeit und Rationalisierung. Staatsverlag der Deutschen Demokratischen Republik, Berlin 1986.
- Mit Gerhard Kirschner: Abschluss, Änderung und Auflösung des Arbeitsvertrages: Erläuterungen zum 3. Kapitel des Arbeitsgesetzbuches der DDR. Verlag Tribüne, Berlin 1978; 5. Auflage 1984; Neuausgabe, 2. Auflage 1989.
- Arbeitsrecht in den neuen Bundesländern: Textausgabe mit ausführlichem Sachverzeichnis und einer Einführung. Beck, München 1991.
- Der Einfluss des Kündigungsrechts auf die normative Regulierung der Arbeit im Transformationsprozess. KSPW, Halle/Saale 1995.
- Mit Frithjof Kunz und Fritz Kochan: Arbeitnehmerhaftung, Kündigung und Arbeitsschutz. Leske und Budrich, Opladen 1996, ISBN 3-8100-1740-X.